# Un disco per l'estate 1968
Alla quinta edizione di Un disco per l'estate parteciparono 56 canzoni. Nella prima selezione, effettuata dopo una serie di trasmissioni radiofoniche quotidiane in onda dal 21 aprile all'8 giugno 1968, e dopo quattro passerelle televisive in onda tra il 20 e il 28 maggio, ne vennero scelte 24 per la gara televisiva.
La gara televisiva, articolata in due serate eliminatorie (13 e 14 giugno) e una finale (15 giugno), si concluse con la vittoria di Riccardo Del Turco e del suo motivo più popolare, Luglio.
In questa edizione si afferma il duo vocale Franco IV e Franco I, che ottiene un notevole successo commerciale con Ho scritto t'amo sulla sabbia, così come Maurizio Arcieri che, pur escluso dalla diretta televisiva, riesce ad entrare in Hit parade con Cinque minuti e poi.... Altre clamorose esclusioni dalla diretta televisiva riguardano due cantautori che diverranno celebri in seguito: Lucio Battisti e Lucio Dalla.
Il brano di Mario Zelinotti entrerà in classifica nell'interpretazione di Mina, che ne inciderà una cover qualche mese dopo la conclusione del concorso canoro, presentandola alla Mostra Internazionale di Musica Leggera di Venezia.
La casa discografica napoletana KappaO pubblicò, contemporaneamente all'LP ufficiale della kermesse, un 33 giri con le cover delle canzoni finaliste, interpretate da giovani cantanti emergenti.

## Elenco delle canzoni partecipanti alla prima fase
In grassetto le 24 canzoni finaliste
- - Mario Abbate: È n'amico l'ammore - Vis Radio
  - Rico Agosti: L'orsacchiotto nero - Melody
  - Alberto Anelli: Acapulco (testo di Herbert Pagani; musica di Alberto Anelli) - Det
  - Tony Astarita: Chiudi la tua finestra - King
  - Lucio Battisti: Prigioniero del mondo (testo di Mogol; musica di Carlo Donida) - Dischi Ricordi
  - Orietta Berti: Non illuderti mai - Polydor
  - Sergio Bruni: Mandulino ammore mio - La voce del padrone
  - Filippo Bulgari: Non è colpa tua - Kansas
  - Campanino: Ore senza te La Mela
  - Luisa Casali: Proprio stasera - Fox
  - Alessandra Casaccia: Vedo il sole a mezzanotte - Ariston Records
  - Caterina Caselli: L'orologio - CGD
  - Ico Cerutti: E suoneranno le campane - Clan
  - Gigliola Cinquetti: Giuseppe in Pennsylvania CGD
  - Roby Crispiano: L'aria d'oro - Vedette
  - Lucio Dalla: E dire che ti amo (testo di Sergio Bardotti; musica di Lucio Dalla) - ARC
  - Riccardo Del Turco: Luglio - CGD
  - Delfo: Un paese matto (testo di Nino Romano; musica di Alceo Guatelli) - Equipe
  - Peppino Di Capri: È sera (testo e musica di Claudio Mattone) - Carisch
  - Pino Donaggio: Il sole della notte (testo di Gino Paoli; musica di Pino Donaggio) - Columbia
  - Fabio: Vorrei sapere (testo di Luciano Beretta; musica di Roberto Negri) Bentler
  - Paolo Ferrara: Nel cuore (Testo e musica di Paolo Ferrara) - Ri-Fi
  - Fiammetta: Prega per me -
  - Corrado Francia: La bocca, gli occhi (testo di Alberto Testa; musica di Eros Sciorilli) - Fonit
  - Franco Fratelli: Se ti amo
  - Jimmy Fontana: Cielo rosso (testo di Alberto Testa; musica di Jimmy Fontana) - RCA Italiana
  - Franco IV e Franco I: Ho scritto t'amo sulla sabbia (testo di Sharade; musica di Sonago) - Style
  - Remo Germani: Mi capisci con un bacio Miura
  - Wilma Goich: Finalmente - Dischi Ricordi
  - Isabella Iannetti: Ricorda Ricorda - Durium
  - Anna Identici: Non calpestate i fiori - Ariston Records
  - Louiselle: La scogliera - Parade
  - Anna Marchetti: L'estate di Dominique - Meazzi
  - Miranda Martino: Il mio valzer - Zeus
  - Maurizio: Cinque minuti e poi... - Joker
  - Melissa: La spiaggia è vuota - Decca
  - Michele: Che male c'è - RCA Italiana
  - Franco Morselli: I sogni di vetro -
  - Gianni Nazzaro: Solo noi - Fans 
  - New Trolls: Visioni (testo di Giorgio D'Adamo; musica di Vittorio De Scalzi e Nico Di Palo) Cetra
  - Niky: Suonavan le chitarre - Tiffany
  - Le Orme: Senti l'estate che torna (testo di Nino Smeraldi; musica di Italo Salizzato e Giuseppe Damele) - CAR Juke Box
  - Gino Paoli: Se Dio ti dà - Durium
  - Piter e i Funamboli: Come un'ombra -
  - I Quelli: Mi sentivo strano - Dischi Ricordi
  - Annamaria Rame: Io mi sposo per amore - Ducale
  - Renzo: C'era un muro alto - CDB
  - Robertino: Suona suona violino - Carosello
  - Lara Saint Paul: Come Butterfly - CDI
  - Armando Savini: Perché mi hai fatto innamorare -
  - Scooters: Se fossi re - Jolly
  - Sonia: Cammino sulle nuvole (testo di Daniele Pace e Mario Panzeri; musica di Gene Colonnello) - La voce del padrone
  - Annarita Spinaci: Se mi baci - Philips
  - Carmen Villani: Per dimenticare Cetra
  - Iva Zanicchi: Amore amor (Testo e musica di Paolo Ferrara) - Ri-Fi
  - Mario Zelinotti: Un colpo al cuore - Durium

## Classifica finale
1. Luglio (Riccardo Del Turco)
2. Non illuderti mai (Orietta Berti)
3. Ho scritto t'amo sulla sabbia (Franco IV e Franco I)
4. Perché mi hai fatto innamorare (Armando Savini)
5. Finalmente (Wilma Goich)
6. Suona suona violino (Robertino)
7. L'orologio (Caterina Caselli)
8. La scogliera (Louiselle)
9. Chiudi la tua finestra (Tony Astarita)
10. L'estate di Dominique (Anna Marchetti)
11. Il sole della notte (Pino Donaggio)
12. Giuseppe in Pennsylvania (Gigliola Cinquetti)